# Belleair Beach
Belleair Beach est une ville américaine située dans le comté de Pinellas en Floride.

## Démographie
| 1960 | 1970 | 1980  | 1990  | 2000  | 2010  |
| ---- | ---- | ----- | ----- | ----- | ----- |
| 563  | 952  | 1 643 | 2 070 | 1 751 | 1 560 |

Selon le recensement de 2010, Belleair Beach compte 1 560 habitants. La municipalité s'étend sur 1,72 milles carrés (4,45 km2), dont seulement 0,48 milles carrés (1,24 km2) de terres.